# Comune di Druskininkai
Il comune di Druskininkai è uno dei 60 comuni della Lituania, situato nella regione della Dzūkija.
Druskininkai (16 900 abitanti) è una delle più antiche stazioni climatiche della Lituania, immersa nel verde delle pinete ed abbracciata dalle anse del fiume Nemunas. Nel XVIII secolo furono qui reperite sorgenti di acque minerali e qualche tempo dopo anche fanghi minerali, che per le loro proprietà curative possono essere paragonati ai fanghi delle più famose stazioni climatiche europee. All‘inizio del XX secolo Druskininkai era una stazione climatica rinomata tra i ricchi e qui si riunivano i nobili provenienti da Mosca, Pietroburgo, Varsavia e Vilnius. Sulle rive del lago Druskonis sorgono ancora ora le belle ville che rimandano a quel periodo.
A Druskininkai sono funzionanti nove sanatori e un centro di balneoterapia, che insieme possono curare circa 6 000 persone. Nei sanatori sono applicate le nuove tecniche diagnostiche e mediche, e la scelta dei trattamenti è ampia: dal massaggio praticato in acqua o l'idromassaggio, ai bagni in acqua minerale o in acqua minerale massaggiante; dai bagni ossigenati alla ginnastica in acqua calda; dai bagni di fanghi a quelli di erbe curative. In ogni centro di cura ci sono piscine, saune, palestre e centri di bellezza. In città c‘è anche un centro di benessere, con sette sorgenti di acque minerali.
Druskininkai sta diventando sempre più richiesta come destinazione per organizzare seminari, conferenze o incontri. Nella località ci sono diversi alberghi di medie dimensioni.
Nel 2006 a Druskininkai è stato inaugurato un parco acquatico, il più grande e moderno di tutta la regione baltica. Il parco è adatto ai bambini ma anche agli adulti, a cui sono offerti vari trattamenti rilassanti.
Tra gli elementi "curativi" di Druskininkai e del vicino Parco nazionale della Zucchia (lit.: Dzūkija) vi è la natura; nell‘area ci sono numerosi sentieri per fare camminate e alcuni itinerari da percorrere in bicicletta, che vi condurranno nei luoghi più interessanti da visitare nei dintorni, come il paese etnografico di Švendubrė e altri paesi o la mistica valle Raigardas. Oppure potrete pedalare fino al parco-museo Grūtas, dove sono stati raccolti da tutta la Lituania i mostri, cioè le sculture, dell‘epoca sovietica. O ancora potrete visitare le alture dei castelli di Liškiava e Merkinė, situate sulla riva del fiume. Per gli interessati è possibile tentare invece una visita per le vie d‘acqua, in canoa, kayak o in vaporetto. Di sicuro a Druskininkai non mancano i modi per passare le vacanze in modo attivo.
Druskininkai è la città natale di due artisti famosi a livello mondiale: Mikalojus Konstantinas Čiurlionis e l'iniziatore del cubismo Jacques Lipchitz. La loro memoria è conservata nella città; ogni anno a Druskininkai ha luogo il Festival musicale Čiurlionis. Nella stazione climatica inoltre si esibiscono ensemble di musica classica o leggera, si organizzano serate di poesia e si alternano esposizioni nelle gallerie d‘arte.